# Samoth
Samoth (Tomas Thormodsæter Haugen, født 9. juni 1974) er en fremtrædende musiker og multiinstrumentalist på den norske black metal-scene.  Han er kendt for sit spil på guitar og trommer i bandet Emperor, såvel som hans dannelse af dødsmetalbandet Zyklon. På de tidligste Emperor-udgivelser blev han kaldt Samot, og med dannelsen af Zyklon blev han kendt som Zamoth.  Han ejer pladeselskabet Nocturnal Art Productions og har tætte forbindelser til Candlelight Records.

## Diskografi

### MedEmperor
- 1992: Wrath of the Tyrant (demo)
- 1993: Emperor (ep)
- 1993: Emperor / Hordanes Land (split med Enslaved)
- 1994: As the Shadows Rise (ep)
- 1994: In The Nightside Eclipse
- 1996: Reverence (ep)
- 1997: Anthems to the Welkin at Dusk
- 1999: Thorns vs. Emperor (split med Thorns)
- 1999: IX Equilibrium
- 2000: True Kings of Norway (split med Ancient, Arcturus, Dimmu Borgir og Immortal)
- 2000: Emperial Live Ceremony (livealbum)
- 2001: The Emperial Vinyl Presentation (bokssæt)
- 2001: Prometheus: The Discipline of Fire & Demise
- 2003: Scattered Ashes: A Decade of Emperial Wrath (opsamlingsalbum)
- 2009: Live Inferno (livealbum)

### MedThou Shalt Suffer
- 1991: (unavngivet demo)
- 1991: Open the Mysteries of Your Creation (ep)
- 1991: Into the Woods of Belial (demo)
- 1997: Into the Woods of Belial (opsamlingsalbum)

### MedIldjarn
- 1992: Seven Harmonies of Unknown Truths (demo – som sessionsmusiker)

### MedBurzum
- 1993: Aske (ep – som sessionsmusiker)

### MedArcturus
- 1994: Constellation

### MedGorgoroth
- 1994: Pentagram

### MedSatyricon
- 1994: The Shadowthrone

### MedZyklon-B
- 1995: Blood Must be Shed (ep)
- 1996: Blood Must be Shed / Wraths of Time (split med Swordmaster)
- 1999: Necrolust / Total Warfare (split med Mayhem)

### MedHagalaz' Runedance
- 1998: The Winds that Sang of Midgard's Fate (som sessionsmusiker)

### MedZyklon
- 2001: World ov Worms
- 2003: Aeon
- 2003: Zyklon / Red Harvest (split med Red Harvest)
- 2006: Storm Detonation Live (livealbum)
- 2006: Disintegrate

### Med Notodden All Stars
- 2004: Valfar, ein Windir (guitar på sangen "Destroy")

### MedScum
- 2005: Gospels for the Sick